# Beata Stoczyńska
Beata Stoczyńska z domu Sutuła (ur. 21 sierpnia 1961 w Sieradzu) – polska ekonomistka i dyplomatka specjalizująca się we współpracy Polski z państwami Azji Południowo-Wschodniej i Oceanii, ambasador RP w Nowej Zelandii (2009–2014) oraz Indonezji (2018–2024).

## Życiorys
W 1986 ukończyła ekonomię na Uniwersytecie Ekonomicznym we Wrocławiu oraz kursy podyplomowe w Uniwersytecie Stanforda, w Instytucie Spraw Międzynarodowych w Nowym Delhi i w Australijskim Uniwersytecie Narodowym.
W latach 1992–1993 była wicedyrektorem Departamentu Ekonomicznego w Ministerstwie Współpracy Gospodarczej z Zagranicą. Od 1993 w Ministerstwie Spraw Zagranicznych. Od 1996 do 2000 pracowała w Ambasadzie RP w Australii na stanowisku radcy-ministra i zastępczyni szefa misji dyplomatycznej. W latach 2000–2004 pracowała w Departamencie Azji i Pacyfiku, od 2004 jako jego wicedyrektorka i koordynatorka ds. ASEM. Od 24 listopada 2009 do 30 czerwca 2014 pełniła funkcję ambasadorki RP w Nowej Zelandii. W 2012 otrzymała stopień ambasadora tytularnego. Od sierpnia 2014 do końca lutego 2015 kierowała Biurem Infrastruktury MSZ, a od marca 2015 była zastępcą dyrektora Departamentu Azji i Pacyfiku. Od lutego 2018 ambasadorka RP w Indonezji z jednoczesną akredytacją na Timor Wschodni i ASEAN. Listy uwierzytelniające złożyła na ręce prezydenta Indonezji Joko Widodo 4 kwietnia 2018. Urzędowanie zakończyła w lipcu 2024 (formalnie odwołana w kwietniu 2025). W lipcu została powołana na dyrektorkę zarządzającą Fundacji Azja-Europa w kadencji 2024–2028.
W 2012 została wyróżniona przez Uniwersytet Ekonomiczny we Wrocławiu nagrodą Kryształowy Alumnus.
Zna języki: angielski, francuski i rosyjski.

## Życie prywatne
Jej mężem jest Sławomir Stoczyński. Mają dwoje dzieci Justynę i Filipa.